# Tata Bolt
Pour les articles homonymes, voir Bolt.

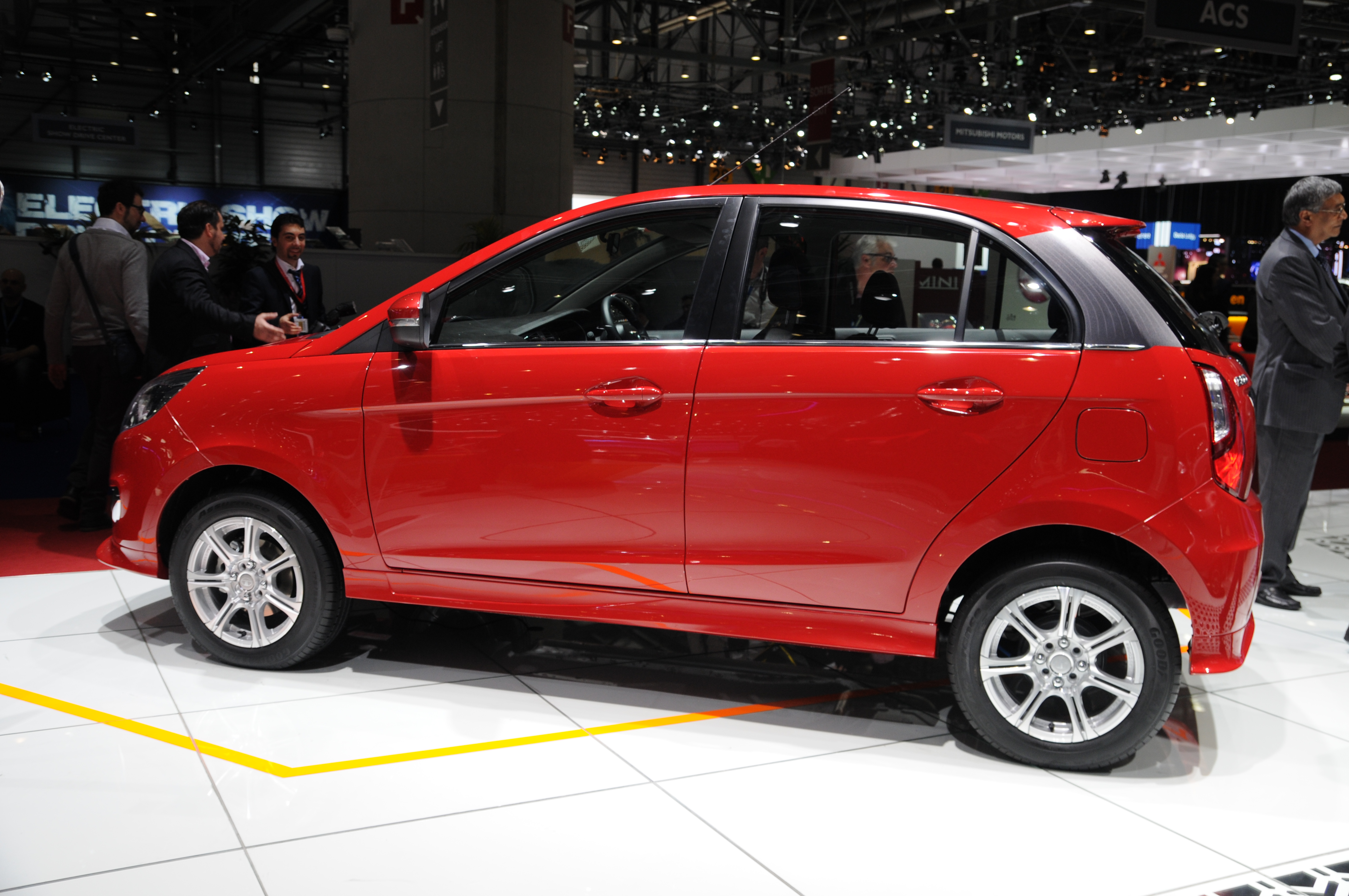
La Tata Bolt exposé au Salon de Genève de 2014.

La Tata Bolt est un modèle de berline produite par Tata Motors. La voiture a été révélée à l'Auto Expo de 2014 avec sa version berline, la Tata Zest et a été mise en vente en janvier 2015, elle est basée sur la plateforme Tata X1 sur laquelle l'Indica Vista et l'Indica Manza sont construites,,,.
La production de la Bolt a pris fin en avril 2019 et a été remplacée par la Tata Tiago et la Tata Altroz.

## Moteur
La version essence de la berline est propulsée par le moteur MPFi Revotron Turbo de 1,2 litre qui donne une puissance de 90 ch (66 kW) et un couple de 140 N m. Il dispose de trois modes de conduite, à savoir City, Eco et Sport. Le modèle Diesel est un Moteur JTD de 1,3 litre de Fiat surnommé Quadrajet. Le moteur Diesel produit une puissance maximale de 75 ch (55 kW) et un couple de 190 N m. Les deux moteurs sont couplés à une transmission manuelle à cinq vitesses.